# Босник, Борис Степанович
Борис Степанович Босник (24 мая 1935, Андижан Узбекской ССР — 14 декабря 2007, Красноармейск, Московская область) — советский и российский учёный и изобретатель.

## Биография
В 1952 году окончил среднюю школу в Андижане. Высшее образование получил в 1957 году в Московском институте химического машиностроения (МИХМ) по специальности «химическое машиностроение», инженер-механик (1957), кандидат технических наук (1973). Постоянно (до 1990 года) работал в Красноармейском научно-исследовательском институте механизации (ФГУП КНИИМ): конструктор, начальник группы, начальник отдела, начальник лаборатории, старший научный сотрудник.

## Научная деятельность
Провёл исследование и разработку непрерывного способа изготовления и дозирования связки в производстве пластичных взрывчатых веществ. Разработал оборудование для механизации и автоматизации транспортно-складских и погрузочно-разгрузочных работ в производстве боеприпасов и промышленных взрывчатых веществ: штабелёры и расштабелеры ящичных и мешкотарных грузов, подъёмно-передвижные рампы, погрузчики для длинномерных грузов, склады бестарного хранения аммиачной селитры. Соавтор 32 изобретений, 70 научных статей и отчётов. Последним его изобретением стали лечебные качели для разгрузки позвоночника людей, страдающих радикулитом.
Последние годы жизни занимался краеведением, автор первой краеведческой книги о городе Красноармейске (Московской области) «Красноармейск и его окрестности» (Красноармейск: 1999).
Автор нескольких научно-теоретических трудов посвящённых физическому устройству мироздания, в настоящий момент они готовятся к публикации в Интернете.
Будучи уже на пенсии, обратился к изобразительному искусству (барельеф), участвовал в городских и Московских областных выставках. Его работы опубликованы в нескольких художественных альбомах и каталогах выставок.

## Награды и звания
Награждён 3 медалями СССР, медалью ВДНХ. Отмечен знаками «Победитель соцсоревнования» Минмаша СССР. Заслуженный работник института.